# Moritz Bleibtreu
Moritz Johann Bleibtreu (IPA: [ˈmoːʁɪts ˈjoːhan ˈblaɪptʀɔʏ]; Monaco di Baviera, 13 agosto 1971) è un attore tedesco di origini austriache.

## Biografia
Bleibtreu nasce a Monaco di Baviera, nell'allora Germania dell'Ovest, il 13 agosto 1971, figlio degli attori austriaci Hans Brenner e Monica Bleibtreu, originari rispettivamente di Innsbruck (nel Tirolo) e di Vienna; è inoltre pro-pronipote, da parte di sua madre, dell'attrice teatrale e cinematografica Hedwig Bleibtreu. Cresciuto ad Amburgo, dove tuttora vive, inizia a lavorare nel mondo dello spettacolo fin da bambino, figurando, a soli sei anni, nella serie televisiva tedesca per bambini Neues aus Uhlenbusch, ideata da Rainer Boldt e da sua madre Monica. Una volta maggiorenne, si trasferisce dapprima a Parigi, dove studia recitazione, e in seguito a Roma e poi New York, dove ultima i propri studi. 
Tornato in Germania, inizia ben presto una gavetta che lo vede partecipare a molte produzioni, sia televisive sia cinematografiche. Nel 1998 recita al fianco di Franka Potente in Lola corre di Tom Tykwer, e negli anni seguenti recita nei film Im Juli di Fatih Akın, Verità apparente con Cameron Diaz, ed è protagonista di The Experiment - Cercasi cavie umane; inoltre lavora in A torto o a ragione, in Solino e in Female Agents. Nel 2005 viene scelto da Steven Spielberg per partecipare a Munich, in seguito viene premiato al festival di Berlino con l'Orso d'argento per il miglior attore per la sua prova nel film Le particelle elementari. Lavora al fianco di Monica Bellucci ne L'eletto e nel 2007 viene diretto dai fratelli Taviani in La masseria delle allodole. Nel 2008 partecipa al film Speed Racer dei fratelli Wachowski, nel ruolo dell'automobilista "fantasma" Gray Ghost.

## Filmografia

### Cinema
- Lola corre (Lola rennt), regia di Tom Tykwer (1998)
- Luna Papa, regia di Bahtiër Hudojnazarov (1999)
- Im Juli (Im Juli.), regia di Fatih Akın (2000)
- The Experiment - Cercasi cavie umane (Das Experiment), regia di Oliver Hirschbiegel (2001)
- Verità apparente (The Invisible Circus), regia di Adam Brooks (2001)
- A torto o a ragione (Taking Sides), regia di István Szabó (2001)
- Solino, regia di Fatih Akın (2002)
- Il fachiro di Bilbao (Fakiren fra Bilbao), regia di Peter Flinth (2004)
- Munich, regia di Steven Spielberg (2005)
- Le particelle elementari (Elementarteilchen), regia di Oskar Roehler (2006)
- L'eletto (Le concile de pierre), regia di Guillaume Nicloux (2006)
- The Walker, regia di Paul Schrader (2007)
- La masseria delle allodole, regia dei fratelli Taviani (2007)
- Speed Racer, regia dei fratelli Wachowski (2008)
- La banda Baader Meinhof (Der Baader Meinhof Komplex), regia di Uli Edel (2008)
- Adam Resurrected, regia di Paul Schrader (2008)
- Female Agents (Femmes de l'ombre), regia di Jean-Paul Salomé (2008)
- Soul Kitchen, regia di Fatih Akın (2009)
- Zeiten ändern dich, regia di Uli Edel (2010)
- Vallanzasca - Gli angeli del male, regia di Michele Placido (2010)
- Goethe!, regia di Philipp Stölzl (2010)
- Il mio miglior nemico (Mein bester Feind), regia di Wolfgang Murnberger (2011)
- Passioni e desideri (360), regia di Fernando Meirelles (2011)
- Il quarto stato (Die vierte Macht), regia di Dennis Gansel (2012)
- World War Z, regia di Marc Forster (2013)
- Il quinto potere (The Fifth Estate), regia di Bill Condon (2013)
- I fratelli neri (Die schwarzen Brüder), regia di Xavier Koller (2013)
- Vijay - Il mio amico indiano (Vijay and I), regia di Sam Garbarski (2013)
- Il padre (The Cut), regia di Fatih Akın (2014)
- Woman in Gold, regia di Simon Curtis (2015)
- Kill Your Friends, regia di Owen Harris (2015)
- Le confessioni, regia di Roberto Andò (2016)
- Bye Bye Germany (Es war einmal in Deutschland...), regia di Sam Garbarski (2017)
- Nur Gott kann mich richten, regia di Özgür Yildirim (2017)
- Abgeschnitten, regia di Christian Alvart (2018)
- Roads, regia di Sebastian Schipper (2019)

### Televisione
- Pitch Perfect: Bumper in Berlin – serie TV, episodio 1x03 (2022)

## Riconoscimenti
- Festival internazionale del cinema di Berlino
1999 – Shooting Stars Award
2006 – Orso d'argento per il miglior attore per Le particelle elementari
- European Film Awards
2009 – Candidatura per il miglior attore per La banda Baader Meinhof
- Deutscher Filmpreis
1997 – Miglior attore non protagonista per Knockin' on Heaven's Door
2001 – Premio del pubblico per l'attore tedesco dell'anno
2001 – Miglior attore protagonista per The Experiment – Cercasi cavie umane e Im Juli
2006 – Candidatura per il miglior attore protagonista per Le particelle elementari
- Jupiter Award
2001 – Miglior attore tedesco per The Experiment – Cercasi cavie umane
2015 – Candidatura per il miglior attore tedesco per Nicht mein Tag
2017 – Candidatura per il miglior attore tedesco per Die dunkle Seite des Mondes
- Romy Gala
2005 – Miglior attore per Vom Suchen und Finden der Liebe
2006 – Miglior attore per Le particelle elementari
2008 – Candidatura per il miglior attore per Free Rainer 
2011 – Candidatura per il miglior attore per Jud Süss – Film ohne Gewissen
- Seattle International Film Festival
2002 – Golden Space Needle per il miglior attore per The Experiment – Cercasi cavie umane
- Austrian Film Award
2011 – Candidatura per il miglior attore per Jud Süss – Film ohne Gewissen
- Premio Bambi
2006 – Candidatura per il miglior attore per Le particelle elementari
- Ernst Lubitsch Award
1998 – Premio Ernst Lubitsch per Knockin' on Heaven's Door e Stadtgespräch

## Doppiatori italiani
Nelle versioni in italiano delle opere in cui ha recitato, Moritz Bleibtreu è stato doppiato da:
- Christian Iansante in Lola corre, La masseria delle allodole
- Gianluca Tusco in Luna Papa, Kill Your Friends
- Fabio Boccanera in La banda Baader Meinhof, Soul Kitchen
- Alessio Cigliano in Im Juli, Transatlantic
- Riccardo Rossi in The Experiment - Cercasi cavie umane
- Francesco Prando in Verità apparente
- Giorgio Borghetti in A torto o a ragione
- Riccardo Niseem Onorato in Le particelle elementari
- Gaetano Varcasia in L'eletto
- Daniele Raffaeli in The Walker
- Luigi Ferraro in Adam Resurrected
- Davide Marzi in Female Agents
- Giorgio Marchesi in Vallanzasca - Gli angeli del male
- Gabriele Lopez in Passioni e desideri
- Marco Guadagno in World War Z
- Francesco Bulckaen ne Il quinto potere
- Vittorio Guerrieri in Vijay - Il mio amico indiano
- Gianfranco Miranda in Le confessioni
- Daniele Barcaroli in Bye Bye Germany